# Louis Chein

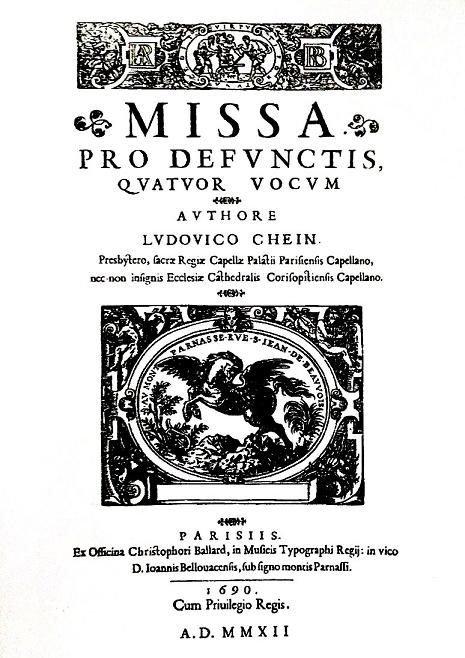
Deckblatt des Requiems von Louis Chein

Louis Chein (* 1637 in Paris; † 17. Juni 1694 ebenda) war ein französischer römisch-katholischer Priester und Komponist des Barock.

## Leben und Werk
Louis Chein war bis 1657 Chorknabe an der Sainte-Chapelle in Paris. Hier ist er ab 1674 wieder als Kaplan und Serpentbläser nachweisbar. Er wirkte auch als Kaplan der Kathedrale von Quimper.
Von Louis Chein ist die vierstimmige Messe über Pulchra ut luna erhalten („Schön wie der Mond“, Paris 1689, 21729). 1999 wurde in der Bibliothek der Jesuiten von Chantilly (zugänglich in der Stadtbibliothek von Lyon) die Missa pro defunctis … von Louis Chein (Paris 1690 Christophe Ballard) wiederentdeckt.